# Benazir Bhutto
Vous lisez un « article de qualité » labellisé en 2020.
Pour les articles homonymes, voir Bhutto.
Benazir Bhutto (en ourdou : بینظیر بھٹو ; en sindhi : بينظير ڀٽو ; /beːnəziːr bɦʊʈːoː/), née le 21 juin 1953 à Karachi et morte assassinée le 27 décembre 2007 à Rawalpindi, est une femme d'État pakistanaise. Elle est Première ministre de 1988 à 1990 et de 1993 à 1996.
Elle est issue d’une riche famille aristocratique, influente en politique. Son père, Zulfikar Ali Bhutto, fondateur du Parti du peuple pakistanais (PPP, socialiste), dirige le pays de 1971 à 1977 en tant que président de la République puis Premier ministre. Après le coup d'État ayant évincé son père, qui est ensuite exécuté par le régime militaire de Muhammad Zia-ul-Haq, Benazir Bhutto se hisse à la tête de l'opposition et revendique l'héritage de son père en prenant le contrôle du PPP.
Benazir Bhutto devient la première femme élue démocratiquement à la tête d'un pays musulman à la suite des élections législatives de 1988, et engage un tournant libéral au sein du PPP. Elle est destituée par le président Ghulam Ishaq Khan en 1990 et perd les élections de la même année. Elle retrouve la tête du gouvernement après le scrutin législatif de 1993. Accusée de corruption et violences claniques, elle termine son second mandat en 1996 avec un ordre de destitution du président Farooq Leghari. Afin d'échapper aux poursuites judiciaires, elle s'exile à Dubaï puis à Londres.
Ayant obtenu du président Pervez Musharraf une amnistie, elle rentre au Pakistan pour participer aux élections législatives de 2008. Alors qu’elle s’associe avec Nawaz Sharif contre Musharraf, elle est tuée lors d'un attentat-suicide après un meeting à Rawalpindi. Les élections sont finalement remportées par son parti, et son mari, Asif Ali Zardari, devient ensuite président de la République. Elle est la mère de l'homme politique Bilawal Bhutto Zardari.

## Origines et formation
Benazir Bhutto naît le 21 juin 1953 à Karachi dans une famille féodale historiquement influente de politiciens et propriétaires terriens du Sind où la famille Bhutto possède de vastes terres. Elle est la fille aînée de l'homme d'État Zulfikar Ali Bhutto, Pakistanais d'origine sindi, et de Nusrat Bhutto née Ispahani, Iranienne d'origine kurde de confession chiite mais convertie au sunnisme après son mariage avec Zulfikar Ali Bhutto,, lui-même sunnite. Elle a deux frères cadets, tous deux engagés en politique : Murtaza et Shahnawaz.
Son éducation commence dans des pensionnats d'anciennes missions catholiques de langue anglaise. Elle fréquente les écoles de la Congrégation de Jésus et Marie à Karachi puis à Murree et de nouveau à Karachi où elle obtient son O-level à l'âge de 15 ans. Elle passe ensuite son A-level à la Karachi Grammar School en décembre 1968 alors que son père est emprisonné pour avoir été l'un des meneurs de l'opposition au régime militaire d'Ayub Khan,.
En 1969, après ses études secondaires, elle part pour les États-Unis où elle étudie au Radcliffe College de l'université Harvard. Elle obtient un Bachelor of Arts en gouvernement comparé en 1973 avec la mention cum laude. Elle est membre de la fraternité Phi Beta Kappa. Elle poursuit son cursus au Royaume-Uni, au Lady Margaret Hall de l'université d'Oxford, où elle étudie la philosophie, la politique et l'économie en parallèle avec le droit international et la diplomatie. En décembre 1976, elle devient la première femme originaire d'Asie à être élue présidente de l'Oxford Union.

## Sous le régime du général Zia

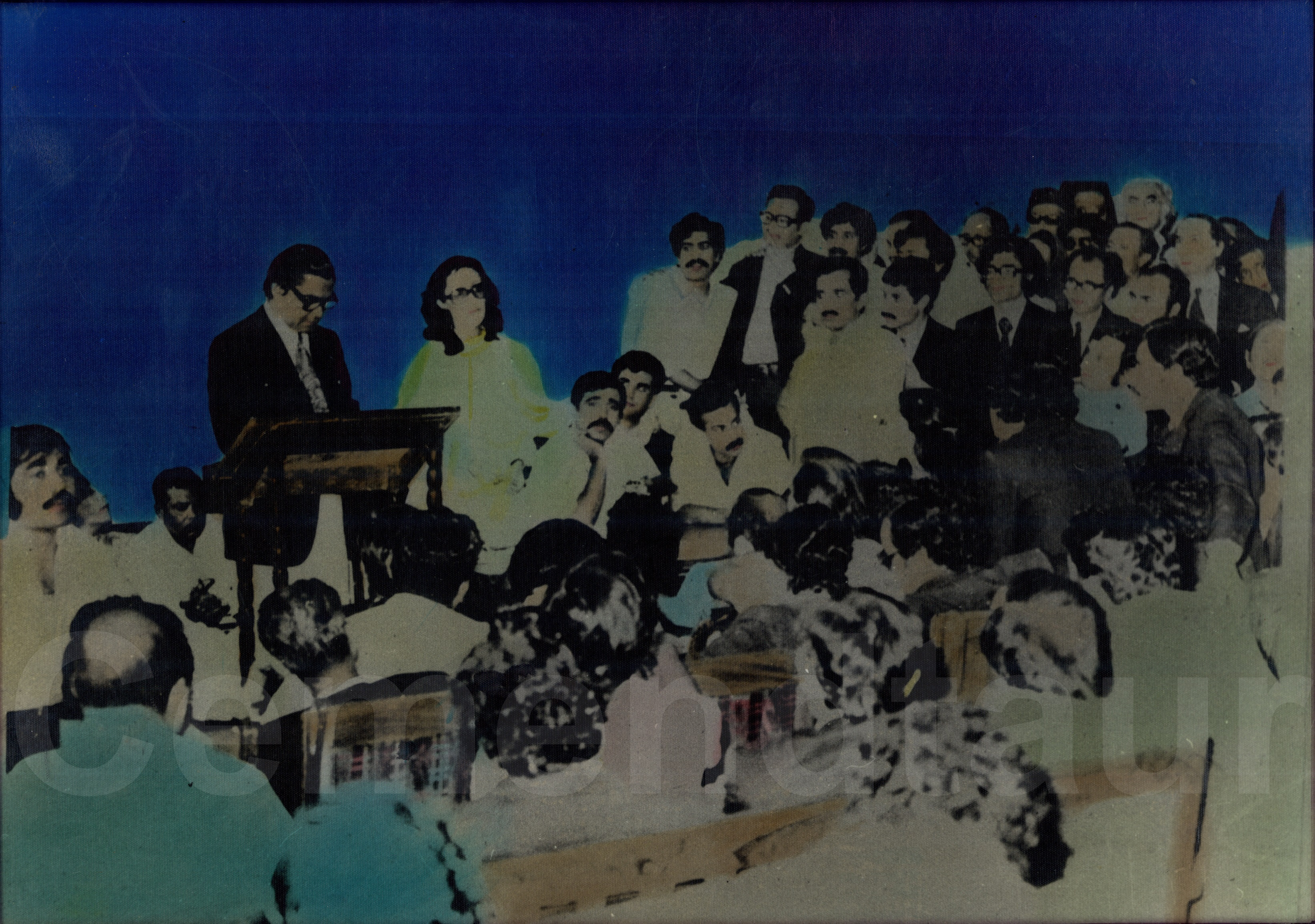
Benazir Bhutto lors d'un rassemblement de l'association du barreau de Karachi en 1979.

En juin 1977, une fois diplômée, Benazir Bhutto rentre au Pakistan avec pour objectif d'entamer durant l'été une carrière diplomatique au côté de son père Zulfikar Ali Bhutto, qui est alors Premier ministre. Mais le 5 juillet, Ali Bhutto est démis de ses fonctions après un coup d'État militaire, dirigé par le chef de l'armée Muhammad Zia-ul-Haq, qui impose la loi martiale. Alors que son père est en prison, sa mère Nusrat prend la direction du Parti du peuple pakistanais (PPP) puis envoie Benazir et Shahnawaz à Lahore pour mobiliser les militants du parti. Le général Zia traduit en cour martiale Ali Bhutto pour tentative d'assassinat d'Ahmed Raza Kasuri et celle-ci le condamne à mort. Malgré de nombreux appels à la clémence de dirigeants étrangers, il est pendu le 4 avril 1979. Benazir Bhutto et sa mère sont au même moment emprisonnées dans le camp de Sihala avant d'être libérées six semaines plus tard,.
Tandis que les deux frères de Benazir Bhutto sont partis à l'étranger pour obtenir un soutien international, celle-ci et sa mère organisent la lutte politique et préparent notamment les élections promises par Zia en octobre. Cependant, le scrutin est reporté à une date indéterminée et elles sont placées en résidence surveillée à Larkana, puis libérées en mars 1980. En février 1981, elles fondent une coalition de partis d'opposition, le Mouvement pour la restauration de la démocratie, à la suite de quoi Benazir Bhutto est envoyée en prison à Sukkur. Ses conditions de détention sont dures et elle tombe malade. Un an plus tard, elle est placée dans sa résidence surveillée de Karachi où elle continue d’appeler la population à manifester contre le régime. Le 10 janvier 1984, elle se rend au Royaume-Uni pour y subir une opération médicale au mastoïde,,.
Installée à Londres, Benazir Bhutto essaie de mobiliser l'opinion internationale contre le régime de Zia, puis elle tente d'obtenir un soutien américain par l'entremise de Peter Galbraith. Elle revient au Pakistan en juillet 1985 pour les funérailles de son frère et est arrêtée par les autorités et emprisonnée trois mois, avant de répartir à l'étranger. Elle rentre finalement le 11 avril 1986 à Lahore, où elle est accueillie par une foule importante, puis se lance dans une tournée dans tout le pays et prend la tête de l'opposition au régime,. Elle est plusieurs fois arrêtée et incarcérée pour de courtes périodes et échappe à une tentative d'assassinat en janvier 1987.

## Alliances et conflits familiaux

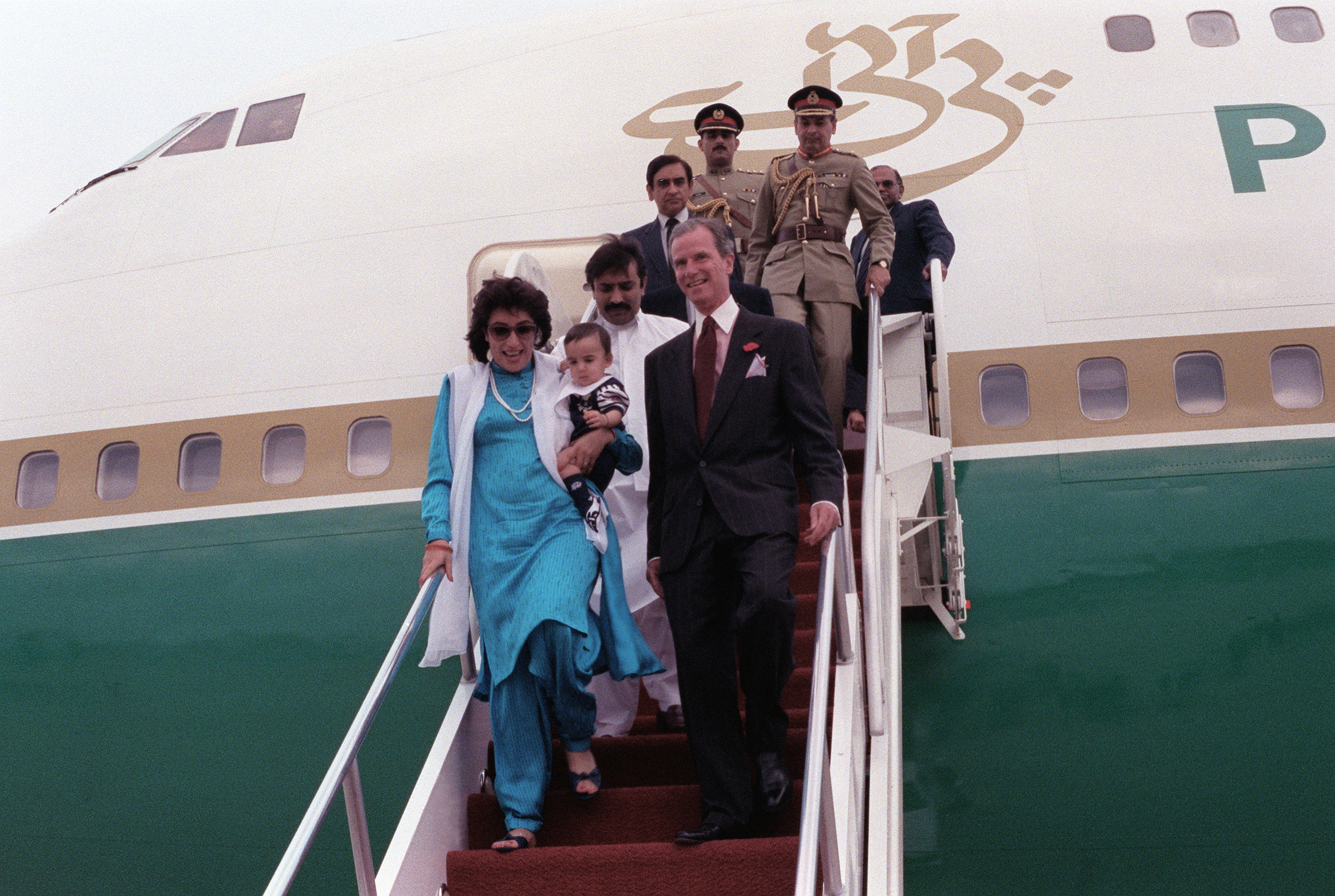
Benazir Bhutto avec son fils Bilawal dans les bras, en 1989.

Le 18 décembre 1987, Benazir Bhutto épouse à Karachi Asif Ali Zardari, lui aussi issu d'une famille influente et riche du Sind. Sa famille et surtout sa mère Nusrat pressaient Benazir Bhutto de mettre fin à son célibat et lui proposèrent Zardari afin de préserver son image dans l'opinion et lier les intérêts communs des deux familles. Si le mariage est traditionnel, la famille Bhutto ne verse toutefois pas de dot et Benazir conserve son nom de naissance. Le couple a trois enfants : Bilawal, né en 1988, Bakhtawar, née en 1990, et Asifa, née en 1993.
Benazir Bhutto va entrer en conflit avec ses frères qui tentent de créer un mouvement de résistance armée, Al-Zulfiqar, contre le régime Zia, tandis qu'elle croit en une lutte non-violente. En 1985, son frère Shahnawaz meurt dans des circonstances suspectes en France et son premier frère, Murtaza, revient au Pakistan à la fin de l'année 1993 après un exil de seize ans. Il revendique l'héritage politique de son père et critique la politique conduite par sa sœur. Nusrat va alors se rallier à lui et Benazir réagit en évinçant sa mère de son titre de présidente du PPP pour la remplacer à ce poste le 5 décembre 1993. Le 20 septembre 1996, Murtaza est abattu par la police du Sind, lors du second mandat de sa sœur ; de nombreuses accusations sont alors portées contre le couple Bhutto-Zardari,,.

## Ascension au pouvoir

### Élections législatives de 1988

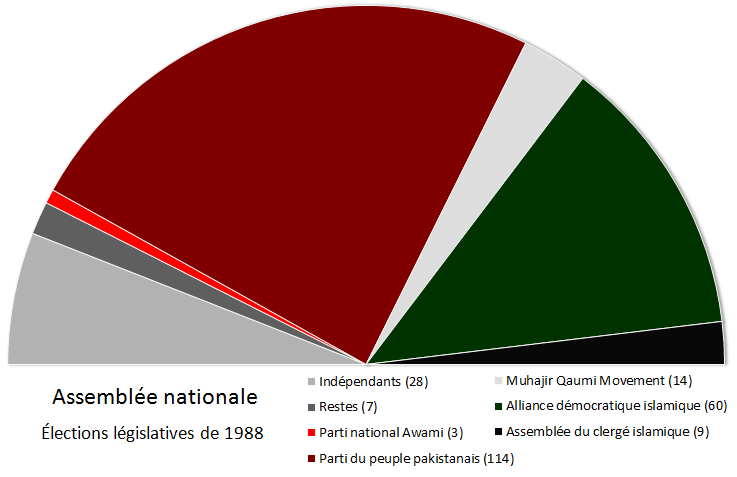
Composition de l'Assemblée nationale après les élections de 1988.

Le 29 mai 1988, le président Zia ul-Haq dissout l'Assemblée nationale et Benazir Bhutto prépare les élections législatives à venir. Le 17 août 1988, quand le dictateur meurt dans le crash de son avion, elle y voit une punition divine. Comme le prévoit alors la Constitution le président du Sénat, Ghulam Ishaq Khan, devient président par intérim. Durant la campagne électorale, le premier enfant de Benazir, Bilawal Bhutto Zardari, naît le 21 septembre 1988. Le 29 septembre, des attaques simultanées à Karachi et Hyderabad font 240 morts, paralysant ainsi la campagne électorale. 
Le 5 octobre, après que Benazir Bhutto a déposé un recours en inconstitutionnalité, la Cour suprême annule le décret pris par Zia qui excluait les partis politiques des futures élections. Face à elle, différents courants conservateurs ou islamistes, pro et anti-Zia, se fondent au sein de l'Alliance démocratique islamique (ADI), proche des militaires. Benazir Bhutto mène campagne durant un mois, en remontant le pays de Karachi à Rawalpindi par le train. Elle fait du retour à la démocratie l'enjeu du scrutin et promet l'éducation pour tous et la mise en place d'une sécurité sociale.
Le 16 novembre 1988, dans le premier scrutin ouvert depuis plus d'une décennie, le Parti du peuple pakistanais gagne largement les élections, remportant 92 sièges contre 55 pour l'ADI à l'Assemblée nationale, frôlant la majorité absolue de 104 sièges. Élue dans les trois circonscriptions où elle s'est présentée, c'est-à-dire à Larkana, Lahore et Karachi, Benazir Bhutto a voté à Larkana et est ensuite allée se recueillir sur la tombe de son père. Sa mère Nusrat est également élue dans les deux circonscriptions dans lesquelles elle s'est présentée, à Larkana et Chitral. Le 19 novembre, le PPP remporte également les élections aux assemblées provinciales, obtenant 184 sièges contre 145 pour l'ADI. Le PPP forme finalement avec le Mouvement Muttahida Qaumi une alliance de coalition permettant d'obtenir la majorité absolue à l'Assemblée nationale.

### Premier mandat de Première ministre

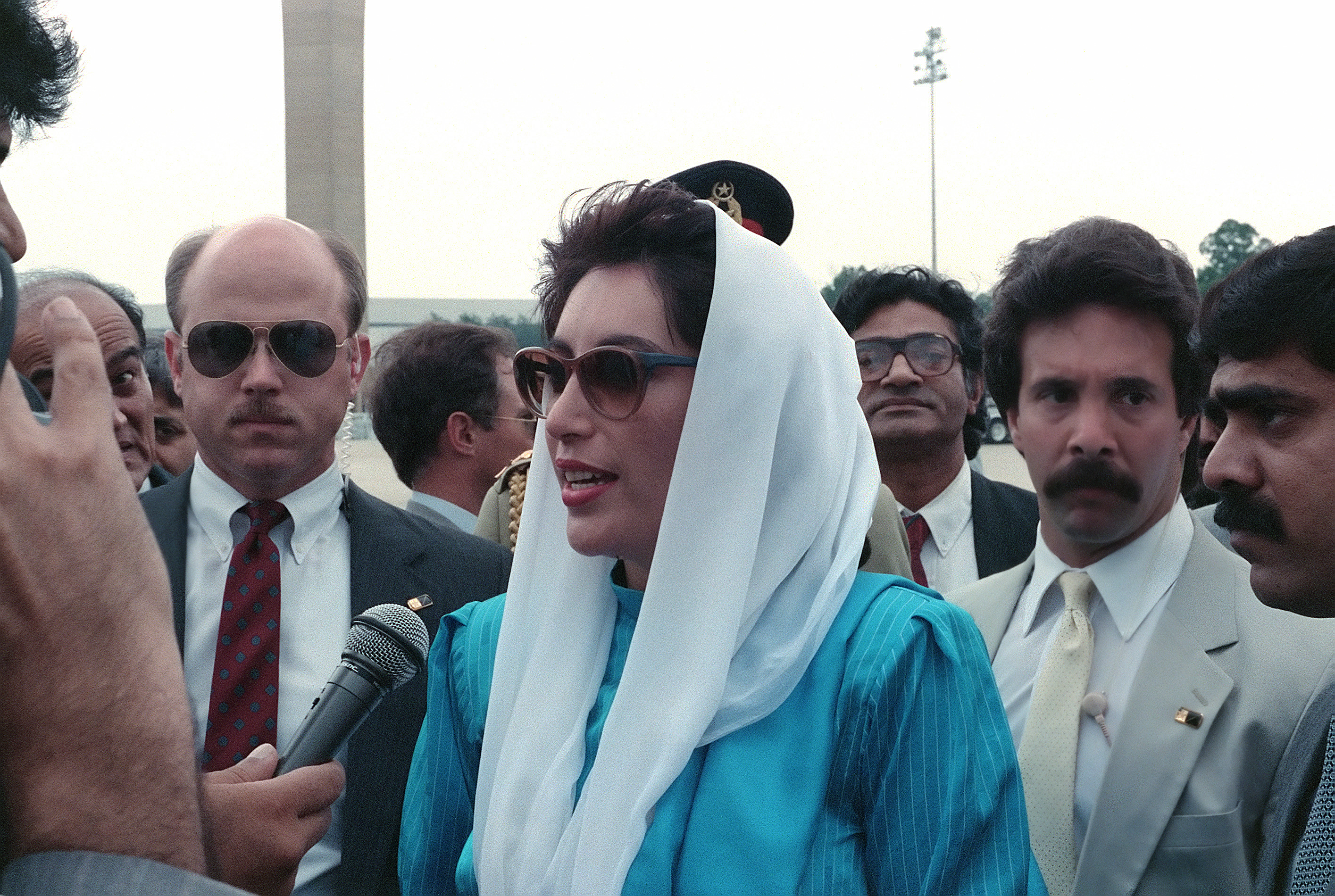
Benazir Bhutto en visite à Washington, en juin 1989.

Malgré sa majorité à l'Assemblée nationale, le président par intérim Ghulam Ishaq Khan ne demande pas à Benazir Bhutto de former un gouvernement. Finalement, ils trouvent un compromis : Bhutto est nommée au poste de Premier ministre mais le PPP donnera ses voix à Ishaq Khan pour l'élection présidentielle. Elle prête serment en tant que Première ministre d'un gouvernement de coalition le 2 décembre 1988, à l'âge de 35 ans et devient la plus jeune personne et la première femme élue démocratiquement à la tête d'un pays à majorité musulmane. Le 13 décembre 1988, Ghulam Ishaq Khan est élu par le collège électoral pour un mandat de 5 ans et il bénéficie de la réforme constitutionnelle votée par le général Zia qui lui accorde l'ascendant sur le duo exécutif.
De fait, les marges de manœuvre de Benazir Bhutto sont très limitées face au président qui bénéficie du soutien de l'armée. Elle se voit imposer Yaqub Khan aux Affaires étrangères et Mirza Aslam Beg en tant que chef de l'armée, tandis que cette dernière garde la main sur son budget ainsi que sur les affaires nucléaires, diplomatiques et militaires. Sur ce plan, son mandat marque une période de transition dans la région, avec le retrait des troupes soviétiques d'Afghanistan. Jusqu'alors, le pouvoir avait reçu l'aide et le soutien du gouvernement américain dans sa lutte contre l'URSS. En juin 1989, Benazir Bhutto rencontre à Washington le président américain George H. W. Bush, qui s'inquiète du développement nucléaire du pays. Elle reçoit cette année-là le Prix pour la liberté de l'Internationale libérale, alors que son mandat marque la libération de nombreux prisonniers politiques et une réduction de la censure. L'année 1989 correspond également au retour du Pakistan au sein du Commonwealth. En décembre 1988, Rajiv Gandhi et Benazir Bhutto se rencontrent à Islamabad.
Sur le plan économique, le gouvernement Bhutto mène une politique de privatisation des grandes entreprises nationales, marquant une rupture avec la politique socialiste de son père. La réforme commence en avril 1989 mais se traduit par un semi échec, les investissements privés manquent et les fonctionnaires s'opposent à la réforme. Ainsi, les objectifs de privatisations, qui concernent en partie l'industrie et les services publics, et notamment la Pakistan International Airlines, ne peuvent être totalement atteints. Pour ses opposants, comme l'économiste Sartaj Aziz, cet échec est dû à l'absence de vision globale, ainsi qu’à un manque de volonté de réformer profondément les entreprises concernées pour les rendre plus attractives pour les investisseurs internationaux.
Benazir Bhutto tente de reprendre la main sur les militaires en remplaçant Hamid Gul par un homme de son choix à la tête des services secrets.
Les conflits entre le président et la Première ministre atteignent leur paroxysme en 1990, notamment à propos de la nomination du chef militaire et du président de la Cour suprême. Le 6 août 1990, après vingt mois de fonction, le président Ishaq Khan dissout l'Assemblée nationale et démet de ses fonctions Benazir Bhutto, provoquant ainsi de nouvelles élections législatives. Officiellement, elle est démise pour les troubles à Karachi, ainsi que sous l'accusation de corruption et d'abus de pouvoir en août 1990. Elle comparaît devant des tribunaux spéciaux de septembre 1990 à mai 1991 pour abus de pouvoir, malversations et détournement de fonds public, accusations dont elle sera innocentée en 1994. Son époux, Asif Ali Zardari, est maintenu en détention de 1990 à 1993 pour extorsion.

### Élections législatives de 1990
Le président Ghulam Ishaq Khan ayant dissout l'Assemblée nationale, des élections anticipées se tiennent le 24 octobre 1990. Le Parti du peuple pakistanais forme alors une coalition avec trois petits partis. Face à eux, l'Alliance démocratique islamique s'unit autour de Nawaz Sharif, le nouveau dirigeant de la coalition. Elle dénonce la corruption et le népotisme du « clan Bhutto », en particulier de son époux Zardari. Le PPP pâtit également d'une augmentation de la criminalité et de l'insécurité ainsi que d'une stagnation de la lutte contre les inégalités et la corruption. L'ADI fait campagne notamment autour de ce dernier sujet.
Le 24 octobre 1990, l'ADI obtient 37,4 % des voix et 7,9 millions de votes, contre 36,8 % et 7,8 millions pour le PPP, et une large majorité à l'Assemblée avec 106 sièges contre 44 pour le PPP. Malgré ce résultat, le PPP garde sa majorité à l'Assemblée provinciale du Sind ainsi qu'un fort soutien dans ses fiefs. De plus, à la veille du scrutin, Bhutto réunit plusieurs centaines de milliers de supporters à Lahore, soit nettement plus que Nawaz Sharif, qui rassemble une dizaine de milliers de personnes. Ceci va permettre notamment aux sympathisants du PPP de contester la régularité du scrutin et Bhutto accuse ses opposants de bourrages d'urnes,. En 2012, la Cour suprême va mettre au jour un réseau de financement illégal de l'ADI pour ce scrutin, organisé par le chef de l'armée et le président.

### Cheffe de l'opposition

Benazir Bhutto lors d'un sommet de l'Organisation de la coopération islamique (1993).

Benazir Bhutto prend la tête de l'opposition au gouvernement de Nawaz Sharif à l'Assemblée nationale, qu'elle considère lui avoir volé la victoire aux élections de 1990. Elle attaque le gouvernement sur sa politique économique de privatisation de même que sur la stagnation de la lutte contre la pauvreté et les inégalités, ainsi que sur sa gestion des violences communautaires à Karachi qui continuent de prendre de l'ampleur. Très présente dans les médias, elle tente d'organiser en mai 1992 une marche de protestation entre Rawalpindi et Islamabad, mais est placée en résidence surveillée par le gouvernement pour une courte période.
Comme avec Benazir Bhutto, le président Ishaq Khan entre en conflit avec son premier ministre et le démet de ses fonctions le 18 avril 1993. Toutefois, Nawaz Sharif obtient gain de cause devant la Cour suprême et est réintégré dans ses fonctions. Benazir Bhutto tente de profiter de la crise politique en appelant à une longue marche vers la capitale pour obtenir la démission du gouvernement et de nouvelles élections,. L'armée intervient ouvertement dans la crise et engendre la démission du couple exécutif le 18 juillet et la tenue d'élections anticipées.

### Élections législatives de 1993
Les élections législatives qui s'ensuivent ont lieu le 6 octobre 1993. Sur les 207 sièges élus directement par le peuple, 86 sièges sont remportés par le Parti du peuple pakistanais et 73 par la Ligue musulmane du Pakistan (N), la faction menée par Nawaz Sharif, qui s'était divisée de celle de Muhammad Khan Junejo, qui obtient six sièges. Les deux principaux partis se lancent alors dans une lutte pour convaincre les petits partis, essentiels pour acquérir une majorité afin de former un gouvernement. Le PPP est ensuite conforté par les élections des assemblées provinciales le 9 octobre. Cependant, il pâtit de la décision du Mouvement Muttahida Qaumi, potentiel allié, de boycotter les élections en protestation contre l'armée qui est intervenue à Karachi. Toutefois, l'élection est reconnue par les observateurs internationaux.
Le 19 octobre 1993, l'Assemblée nationale élit Benazir Bhutto Première ministre, avec 121 voix contre 72 à Nawaz Sharif, soit deux de plus que la majorité absolue. Elle est alors investie à la tête d'une fragile coalition composée essentiellement de petits partis, le plus important d'entre eux étant la Ligue musulmane de Junejo. L'élection du président a lieu peu après, le 13 novembre suivant. Elle oppose le président par intérim Wasim Sajjad à Farooq Leghari, membre du PPP choisi par Bhutto. Ce dernier remporte le scrutin par 274 voix contre 168 à Sajjad.

### Second mandat de Première ministre

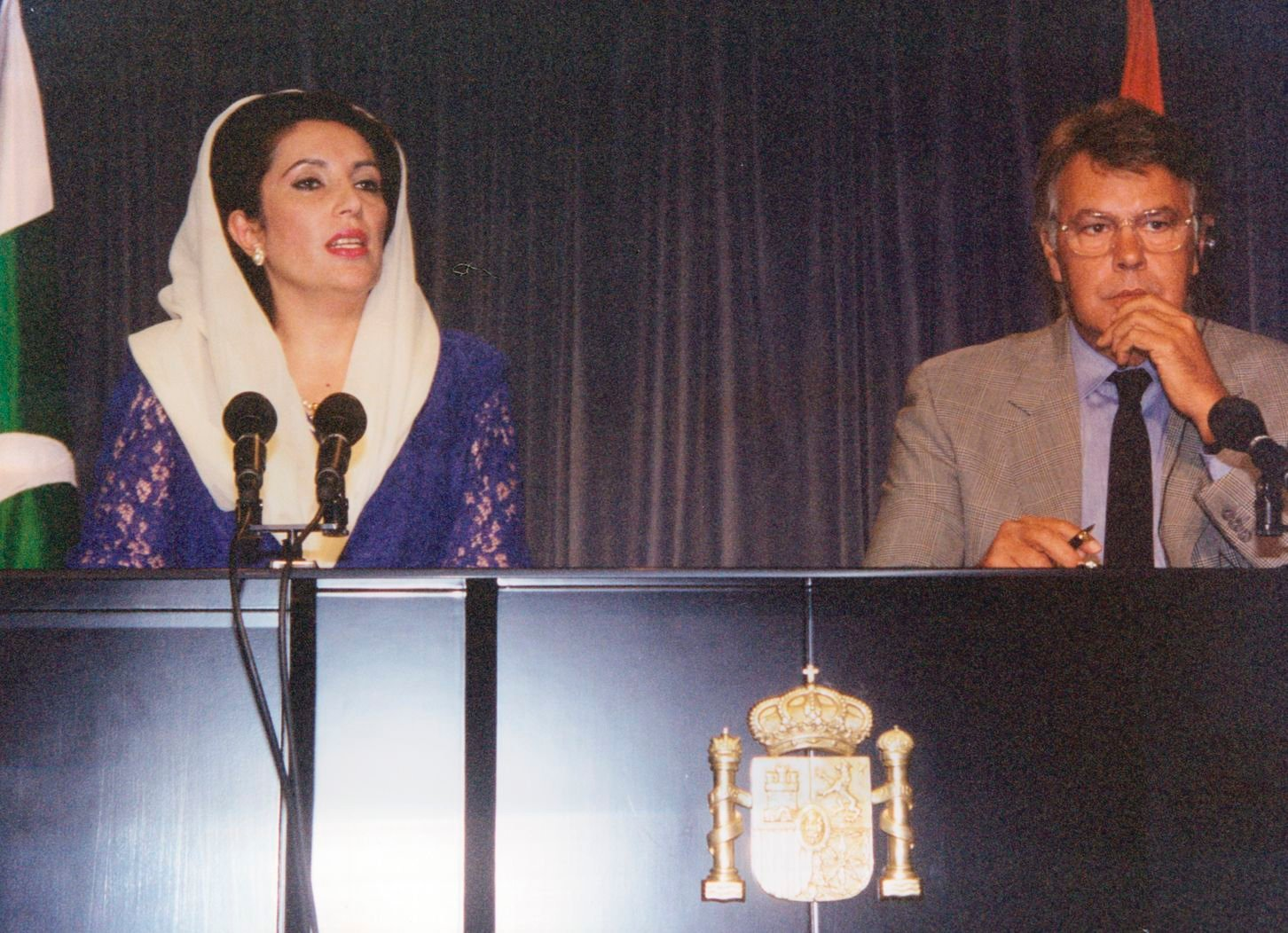
Benazir Bhutto en 1994 avec son homologue espagnol Felipe González.

À partir de 1993, redevenue Première ministre, elle agit en politicienne plus chevronnée, conclut des alliances, y compris avec des militaires, et épouse une partie de leur ligne directrice. Elle apporte ainsi son appui à la politique de l'armée qui soutient les moudjahidines afghans ainsi que les djihadistes luttant contre l'Inde dans le Cachemire, et confie cette politique au général Nasrullah Babar qu'elle nomme ministre de l'Intérieur. En 1994, elle s'allie aux islamistes de la Jamiat Ulema-e-Islam dirigée par Fazal-ur-Rehman et par l'entremise de ce dernier son gouvernement se rapproche des talibans, déjà largement soutenus par l'armée, dans le but d'accroître l'influence pakistanaise en Afghanistan et en Asie centrale par le biais de projets stratégiques comme le gazoduc TAPI,. Ses relations avec les chefs de l'armée Abdul Waheed Kakar puis Jehangir Karamat sont ainsi apaisées et le premier l'aide même à déjouer un complot militaire visant à la renverser en 1995.
Durant son second mandat, Benazir Bhutto tente aussi de raffermir les liens avec les puissances occidentales qui ont sanctionné le programme nucléaire du pays, notamment les États-Unis. En mars 1995, elle reçoit Hillary Clinton, femme du président américain Bill Clinton et sa fille Chelsea Clinton à Islamabad. Cette visite, fortement médiatisée, permet de montrer à l'occident un visage différent du Pakistan. En novembre 1994, elle est en voyage officiel en France. Accompagnée de généraux de l'armée et de son mari Zardari, elle rencontre le président François Mitterrand.
Sur le plan économique, elle intensifie la politique de privatisation qu'elle avait engagée en 1988, poursuivant ainsi la stratégie de son prédécesseur Nawaz Sharif, vendant des entreprises publiques dans les secteurs de la télécommunication, la finance et l'énergie surtout. Elle tente également de favoriser les investissements étrangers et de contenir le déficit public du pays. À ce titre, elle introduit des réformes pour élargir la base fiscale et améliorer la collecte, notamment en créant une taxe agricole, et tente de limiter l'augmentation des dépenses militaires. Durant les trois seules années de ce second mandat, elle ne parvient cependant pas à réaliser ses objectifs : la dette publique continue d'augmenter pour atteindre 80 % du PIB, le pays connait une période de stagflation et la privatisation a favorisé la corruption (voir infra),.
En 1996, le frère de Benazir, Murtaza Bhutto, est abattu par la police du Sind à Karachi. Sa mort provoque de forts soupçons autour de Benazir Bhutto, d'autant plus que Murtaza contestait son leadership sur le PPP, en demandant des élections internes et promettant un retour au socialisme. Le président Farooq Leghari accuse Benazir Bhutto et plus particulièrement son époux Zardari d'être impliqués dans l'assassinat et, le 5 novembre 1996, il la démet de ses fonctions en citant également des accusations de corruption et les violences à Karachi, puis dissout de nouveau les assemblées,.

### Élections législatives de 1997

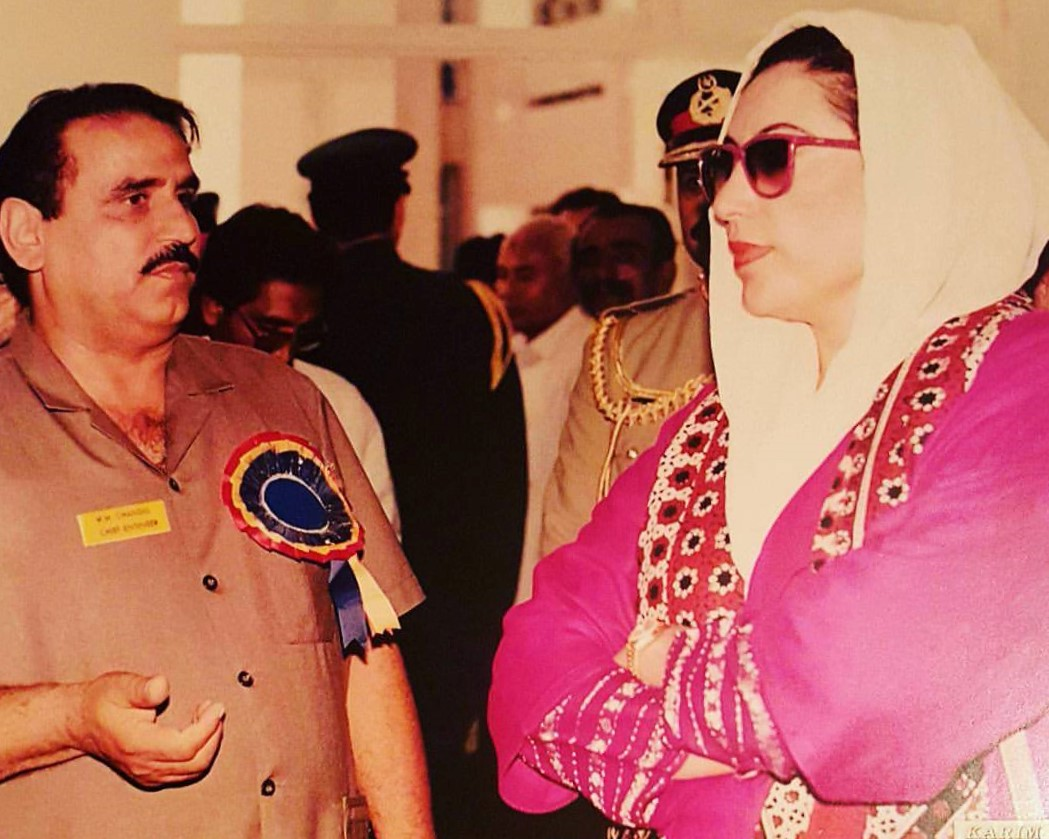
Benazir Bhutto inaugurant une institution d'enseignement en 1996.

Les élections anticipées ont lieu le 3 février 1997 dans un contexte de polémique dû aux accusations de corruptions et violences claniques formulées contre Benazir Bhutto et son gouvernement. Ayant perdu de nombreux soutiens dans la société civile, le Parti du peuple pakistanais subit la pire défaite de son histoire, remportant seulement 18 sièges à l'Assemblée nationale, contre 137 pour la Ligue musulmane du Pakistan (N). Avec 35 % de participation seulement, l'abstention atteint un niveau record montrant la désillusion des Pakistanais,.
Benazir Bhutto conteste l'impartialité de ces élections, tandis que les observateurs internationaux refusent de parler d'élections démocratiques, mais ne dénoncent pas pour autant des fraudes massives. Les sondages préélectoraux prédisaient néanmoins une telle déroute, estimant les voix de la Ligue musulmane du Pakistan à 40 % contre 20 % pour le PPP. Nawaz Sharif décrit ce résultat comme la volonté des Pakistanais de « mettre fin au chaos ». Benazir Bhutto refuse d'appeler à des manifestations, arguant qu'elle ne veut pas menacer la stabilité du Pakistan, alors que l'insurrection talibane prend de l'ampleur,,.

## Exil à l'étranger

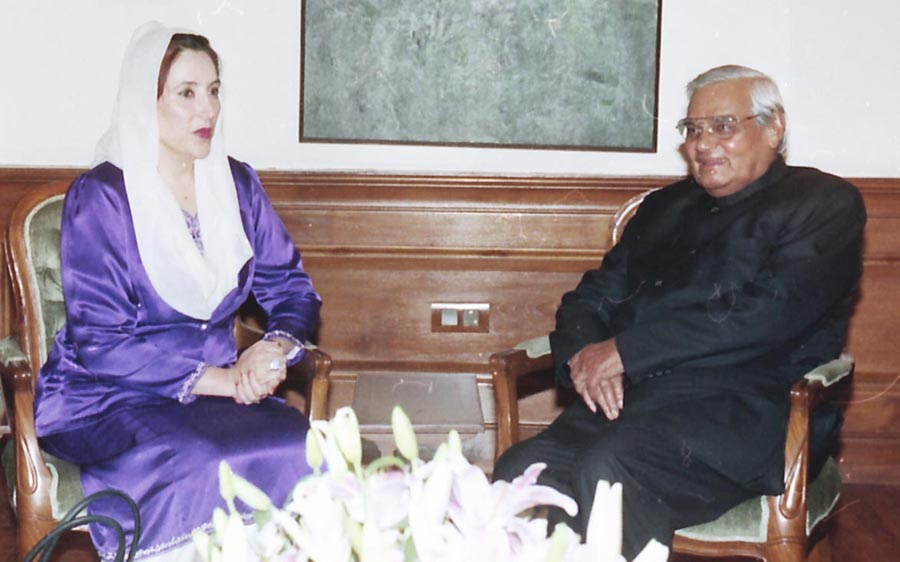
Benazir Bhutto rencontre le Premier ministre indien Atal Bihari Vajpayee en 2003.

Benazir Bhutto et son époux se retrouvent dans une situation délicate après la destitution de son second gouvernement en 1996. Asif Ali Zardari tente de fuir le pays mais est arrêté à Lahore et restera en prison jusqu'en 2004. Pour sa part, Benazir Bhutto continue de diriger l'opposition jusqu'en 1998, avant de s'installer à Londres et Dubaï. En avril, elle est condamnée par contumace à cinq ans de prison assortis de 8,6 millions de dollars d'amende pour corruption. Ne s'étant pas présentée au procès en appel en 2002, elle est condamnée à ne plus pouvoir pénétrer sur le territoire pakistanais. De plus, le président Pervez Musharraf fait voter cette même année un amendement à la Constitution interdisant d'exercer plus de deux mandats de Premier ministre, empêchant ainsi un retour au pouvoir de Bhutto et Nawaz Sharif.
En exil, elle continue de diriger le Parti du peuple pakistanais. Celui-ci effectue un retour sur la scène politique lors des élections législatives de 2002 où, recueillant 25,8 % des voix, il devient la principale formation de l'opposition au gouvernement de Musharraf, parvenu au pouvoir à la suite d'un coup d'État contre Nawaz Sharif. Benazir va ainsi se rapprocher de ce dernier et signer avec lui la « charte de la démocratie » en 2006, poursuivant l'objectif de mettre un terme au régime militaire, mais aussi de renforcer la fédéralisation et l'indépendance de la justice, et visant un retour au parlementarisme. Elle se rapproche aussi des États-Unis auxquels elle promet une lutte accrue contre Al Qaïda. L'administration américaine fait ainsi pression sur Musharraf pour permettre le retour de Benazir Bhutto au Pakistan et les deux personnes se rencontrent secrètement à Abou Dabi le 27 juillet 2007. Leur accord aboutit à l'ordonnance nationale de réconciliation adoptée le 5 octobre 2007 qui amnistie de nombreux politiques ; en échange, Bhutto donnera les voix du PPP à Musharraf pour l'élection présidentielle.

## Accusations de corruption
Benazir Bhutto et surtout son mari Asif Ali Zardari sont accusés de s'être considérablement enrichis durant leurs années de pouvoir, par le biais de détournements de fonds publics, commissions contre l'octroi de marchés publics ou lors de privatisations d'entreprises publiques. Durant son second mandat, elle nomme notamment Zardari ministre de l'investissement, puis directeur de l'Intelligence Bureau et de la Federal Investigation Agency. Il y gagne notamment le surnom de « monsieur 10 % », part des commissions qu'il est supposé toucher. Des journalistes internationaux ont mis en évidence de nombreux actes illégaux, notamment Bennett-Jones qui pour la BBC révèle une commission de 200 millions de dollars reçue par le couple lors d'un contrat passé entre le Pakistan et Dassault Aviation. Elle est citée, ainsi que certains membres de sa famille, dans l'affaire des Panama Papers en avril 2016. Au total, le couple se serait enrichi à hauteur de deux à trois milliards de dollars.
En 1997, la justice pakistanaise demande aux autorités suisses d'enquêter sur les comptes bancaires de la famille et près de soixante millions de dollars sont bloqués sur dix-sept comptes. En 2003, la justice suisse condamne le couple à six mois de prison avec sursis pour blanchiment d'argent via des sociétés offshore immatriculées aux Îles Vierges et au Panama. Le couple est également critiqué pour son train de vie fastueux, en raison notamment de l’achat de villas à Dubaï et dans le Surrey ainsi que d'un château en Normandie, alors que Benazir Bhutto n'a jamais déclaré de revenu annuel supérieur à 42 000 dollars au Pakistan,. Son retour sur la scène politique pakistanaise en 2007 serait en partie destiné à réparer cela. En effet, elle confie avant son retour à propos des risques d'attentats qui pesaient sur elle : « Je préfère finir en martyre de la démocratie plutôt qu'en dirigeante corrompue. Je veux la rédemption historique. »

## Campagne pour les élections de 2008

### Retour au Pakistan

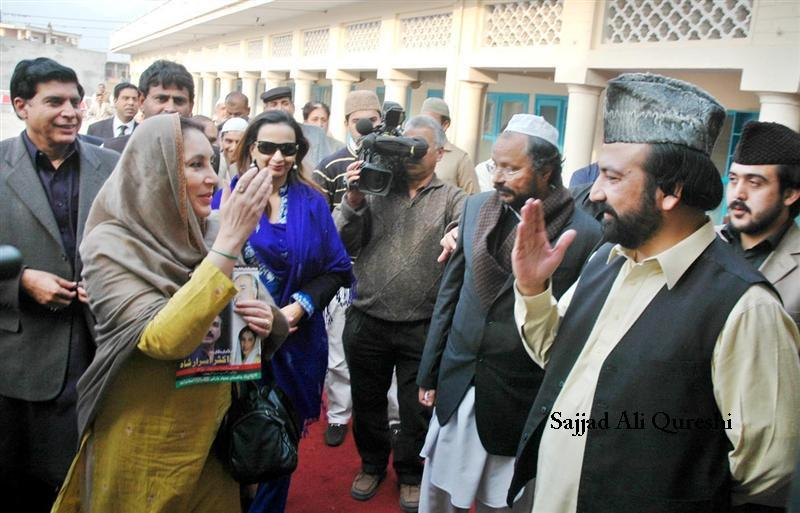
Benazir Bhutto en campagne le 6 décembre 2007.

À la suite de son accord pour un partage du pouvoir avec Pervez Musharraf, Benazir Bhutto est de retour à Karachi le 18 octobre 2007 après huit années d'exil. Elle est alors la principale figure de l'opposition et candidate en vue des élections législatives de 2008, mais est critiquée par d'autres opposants, dont Nawaz Sharif, pour son accord avec la junte. En larmes, elle est accueillie par de nombreux sympathisants dès sa descente d'avion à l'aéroport international Jinnah. 
Le soir même, son convoi est la cible d'un double attentat-suicide. Elle en sort indemne, mais près de 200 personnes sont tuées, surtout des sympathisants dont des gardes de sécurité de son parti et vingt policiers, qui formaient une chaîne humaine autour de son camion pour la protéger. Deux jours plus tard, elle accuse des officiers de comploter avec des terroristes pour l'éliminer et indique avoir transmis trois noms au pouvoir : Hamid Gul, Ijaz Shah et Pervaiz Elahi,,.

### Protestations contre l'état d'urgence

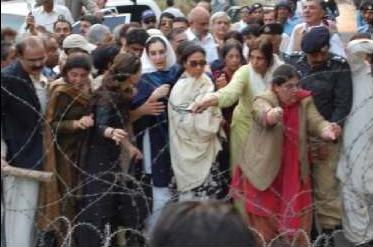
Benazir Bhutto et ses sympathisants tentent de forcer un barrage de sa résidence surveillée.

Le 3 novembre, alors qu'elle est à Dubaï depuis le 1er pour voir ses enfants, elle rentre après que le président Pervez Musharraf a décrété l'état d'urgence, en le justifiant par l'augmentation des attentats-suicides, mais surtout dans le contexte du mouvement des avocats qui conteste le pouvoir. Le 7 novembre, Benazir Bhutto appelle à manifester en masse contre l'état d'urgence et est assignée en résidence surveillée deux jours plus tard pour avoir organisé un rassemblement interdit. Elle menace alors de boycotter les élections et de revenir sur l'accord de partage du pouvoir avec le régime et se rapproche de nouveau de Nawaz Sharif. 
Malgré l'interdiction, elle réussit à passer deux barrages de police avant d'être arrêtée. Dans la nuit son assignation est levée et le lendemain elle participe à une manifestation organisée par des journalistes. Alors qu'elle souhaite rencontrer le juge Muhammad Chaudhry, figure du mouvements des avocats assigné à résidence, elle est bloquée par la police. Le 12 novembre, elle annonce que les négociations pour un éventuel partage du pouvoir avec Musharraf sont rompues et menace de boycotter les législatives s'il ne met pas fin à l'état d'urgence. Elle lance également un appel à une « longue marche » entre Lahore et la capitale Islamabad, puis est à nouveau assignée à résidence pour une période de sept jours. Le lendemain, elle demande à la communauté internationale de cesser de soutenir le président Musharraf et réclame sa démission.
Le 16 novembre, son assignation est levée quelques heures avant la visite du numéro deux américain des Affaires étrangères John Negroponte, qui tente d'obtenir la reprise des négociations de partage du pouvoir entre les deux personnalités. Elle refuse d'accepter le gouvernement de transition mis en place ce jour avec à sa tête le président du Sénat Muhammad Mian Soomro, chargé d'organiser les élections sous l'état d'urgence. Le 26 novembre, elle finalise sa candidature pour les circonscriptions de Karachi et Larkana,, et deux jours plus tard, elle accueille favorablement la démission du président Musharraf de la tête de l'armée mais se dit peu pressée de le reconnaître comme un président civil légitime. Le président Musharraf lève l'état d'urgence le 15 décembre et promet que les élections prévues le 8 janvier 2008 seront équitables et transparentes.

## Assassinat

### Déroulement

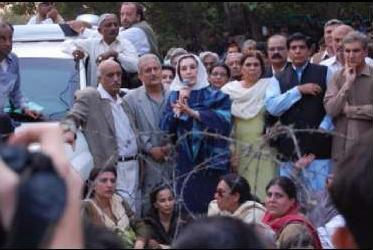
Benazir Bhutto s'exprime devant ses sympathisants le 9 novembre 2007. À gauche, sa voiture blindée.

Le 27 décembre 2007, Benazir Bhutto mène un rassemblement du Parti du peuple pakistanais dans un parc public de Rawalpindi. En quittant les lieux, alors qu’elle salue la foule à travers le toit ouvrant de son véhicule blindé, un garçon présent à moins de deux mètres tire trois coups de feu dans sa direction puis déclenche sa ceinture d'explosifs, tuant vingt personnes et en blessant plusieurs dizaines d'autres. L'assassin sera plus tard identifié comme un pachtoune âgé de quinze ans.
Grièvement blessée à la tête et ayant perdu beaucoup de sang, Benazir Bhutto est transportée au Rawalpindi General Hospital à 17 h 35. Après une demi-heure de massage cardiaque et respiration artificielle, les médecins prononcent son décès à 18 h 16,. Transféré dans la nuit à Larkana, le cercueil de Benazir Bhutto est transporté jusque dans sa ville natale de Garhi Khuda Bakhsh, accompagné de centaines de milliers de personnes. Sa dépouille est enterrée le 28 décembre aux côtés de son père, dans le mausolée familial.
Les causes exactes de la mort de Benazir Bhutto font dans les jours qui suivent l'objet d'une controverse. Le gouvernement affirme qu'elle est morte à la suite d'un choc à la tête contre le levier du toit ouvrant de sa voiture alors qu'elle tentait d'éviter les balles tirées par le kamikaze, mais Sherry Rehman affirme que l'ancienne Première ministre a été touchée par une balle et déclare : « J'ai vu qu'elle avait une blessure par balle à l'arrière de la tête et une autre, causée par la sortie de la balle, de l'autre côté de la tête ». En février 2008, Scotland Yard a attribué les graves blessures que Benazir Bhutto portait au crâne au souffle de l'explosion.

### Conséquences

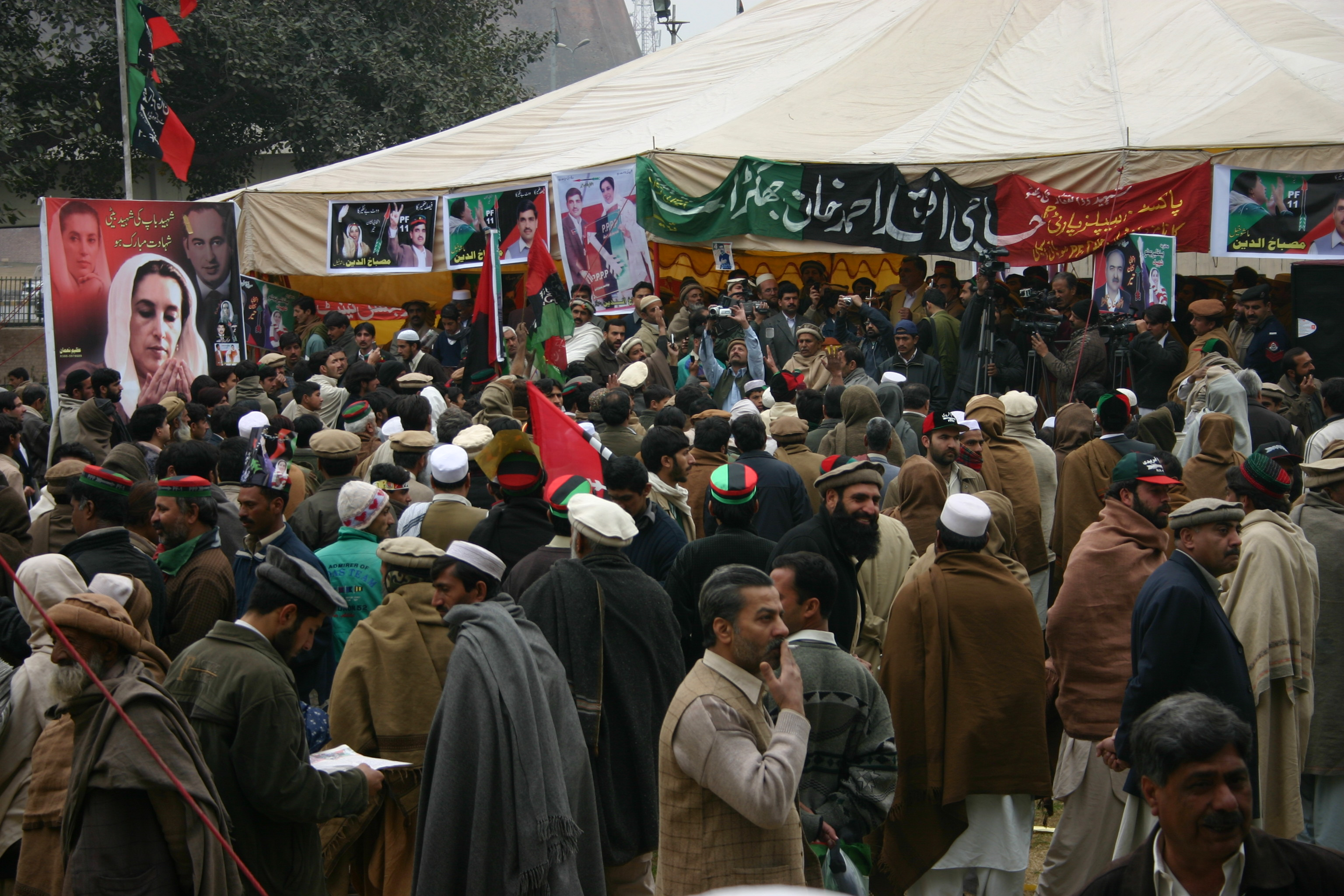
Militants du PPP le 6 février 2008 à Peshawar.

Sa mort donne lieu à plusieurs jours de manifestations et à des émeutes dans tout le pays causant au moins 44 morts, surtout à Karachi où des militants favorables à Benazir Bhutto s'attaquent à des symboles du pouvoir. Le président Pervez Musharraf décrète trois jours de deuil national et l'attentat est largement condamné par la communauté internationale qui s'inquiète de la stabilité du pays dans le contexte de l'insurrection islamiste. 
Ces troubles vont conduire le pouvoir à reporter les élections du 8 janvier au 18 février. Considérées comme les plus justes et transparentes de l'histoire du pays, elles conduisent à la victoire du parti de Bhutto, le Parti du peuple pakistanais, qui prend la direction du gouvernement le mois suivant avec Youssouf Raza Gilani à sa tête. Réunissant autour de lui une large coalition excluant le parti soutenant Musharraf, il entame une procédure de destitution et obtient la démission du président en août 2008.

### Enquêtes

#### Des Nations unies
Après avoir été mandatée par le gouvernement de Gilani, une équipe de l'ONU dirigée par Heraldo Muñoz rend le 15 avril 2010 un rapport d'enquête dans lequel il met en cause le gouvernement pakistanais, à l'époque celui du président Pervez Musharraf, en l'accusant de ne pas avoir assuré la sécurité de Benazir Bhutto de façon convenable compte tenu des menaces qui pesaient sur elle. Le rapport accuse aussi la police locale d'avoir « sciemment » fait échouer l'enquête, en relevant que l'enquête pakistanaise « a manqué d'instructions, était inefficace et manquait d'implication pour identifier les criminels et les traduire en justice ». La scène du crime a en effet été immédiatement nettoyée à la lance d'incendie par des policiers, effaçant de potentielles preuves. 
Le rapport relève également que des « responsables, craignant notamment l'implication des services de renseignement, ne savaient pas vraiment jusqu'où ils pouvaient aller dans l'enquête, même s'ils savaient pertinemment, en tant que professionnels, que certaines mesures auraient dû être prises ». Il accuse également les autorités locales de la province du Pendjab et de la ville de Rawalpindi de ne pas avoir pris les mesures qui s'imposaient. Il relève de plus un « traitement discriminatoire », en argumentant que deux autres anciens Premiers ministres, soutenant Musharraf, avaient bénéficié de meilleurs services de sécurité.

#### Des autorités pakistanaises
Dès le lendemain de l'attaque, les autorités pakistanaises accusent al-Qaïda de l'attaque, mais le 29 décembre, le chef du TTP allié d'al-Qaïda, Baitullah Mehsud, dément l'avoir fait tuer. Le 1er mars 2008, la justice pakistanaise inculpe Baitullah Mehsud, mais celui-ci est tué en août 2009 dans l'une des nombreuses frappes aériennes américaines ayant lieu dans le Waziristan. Dès le 4 janvier 2008, le Pakistan accueille une équipe de Scotland Yard mais, rencontrant de nombreux obstacles des autorités, l'enquête est infructueuse. Après la remise par l'ONU du rapport aux autorités pakistanaises le 15 avril 2010, le gouvernement pakistanais met en place une commission d'enquête et suspend huit hauts officiers cités dans le rapport des Nations unies, dont notamment Saud Aziz, chef de la police de Rawalpindi et responsable de la sécurité de Benazir Bhutto durant sa réunion électorale, et Khurram Shahzad, superintendant de la police. 
Sept personnes sont inculpées par la Cour anti-terroriste de Rawalpindi, dont cinq présumés talibans pour leur implication directe dans l'assassinat, et les deux officiers de police susmentionnés pour ne pas avoir assuré correctement la sécurité de Benazir Bhutto et pour avoir détruit des preuves, selon la Cour. Pour Heraldo Muñoz, ces officiers n'auraient toutefois pas pu agir sans instruction au sein du gouvernement ou de la hiérarchie militaire et si l'assassinat a probablement été exécuté par des talibans, l'armée pakistanaise a possiblement fourni l'appui nécessaire. Le 31 octobre 2017, la Cour acquitte les cinq présumés talibans tandis que Saud Aziz et Khurram Shahzad sont condamnés à 17 ans de prison, et déclare Pervez Musharraf « fugitif » pour ne pas avoir répondu aux convocations de la justice. En exil depuis 2008, l'ancien président sera condamné à mort par contumace pour trahison dans le procès sur l'état d'urgence.

## Postérité

### Hommages

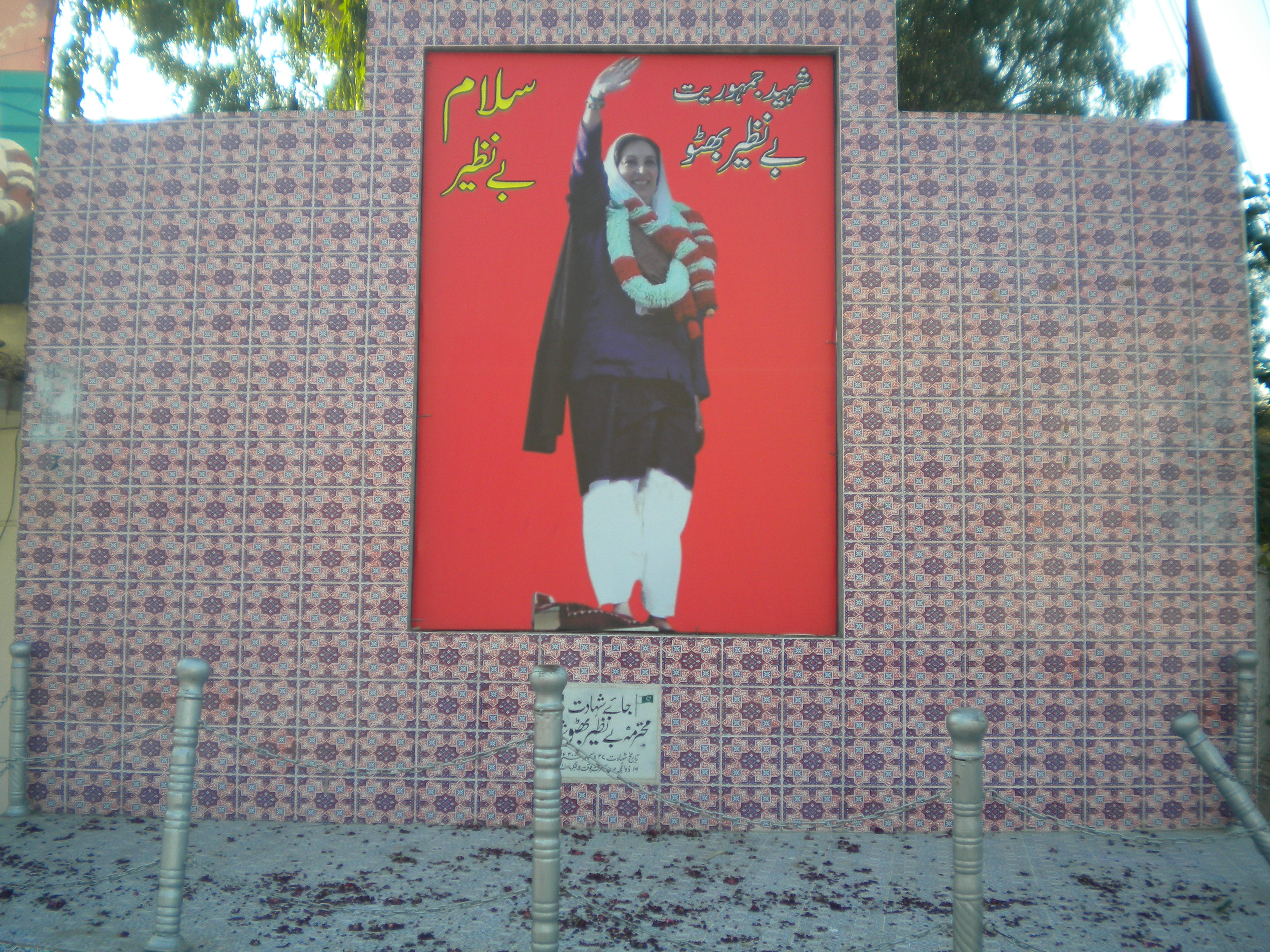
Stèle commémorative marquant le lieu de l'assassinat.

Benazir Bhutto est enterrée dans le village de Garhi Khuda Bakhsh près de Larkana, dans le mausolée familial où repose également son père. Sa mort est commémorée tous les 27 décembre. La première commémoration réunit 150 000 personnes autour de sa tombe, au cours d'une cérémonie présidée par Asif Ali Zardari et Bilawal Bhutto. Une stèle est érigée sur les lieux du meurtre. 
L'aéroport international Benazir Bhutto, desservant Islamabad, a été renommé ainsi le 21 juin 2008 par un décret du Premier ministre Youssouf Raza Gilani. Il a toutefois été remplacé par le nouvel aéroport d'Islamabad en 2018. Le district de Nawabshah est rebaptisé district de Shaheed Benazirabad en septembre 2008.

### Personnalité et idéologie
Benazir Bhutto est née dans un milieu féodal particulièrement aisé, dans lequel elle a pu bénéficier de la meilleure éducation ainsi que des avantages liés à son milieu, étant notamment entourée de serviteurs dès son enfance. Elle est souvent décrite comme une femme hautaine et sûre d'elle, convaincue d'une légitimité politique accordée par sa naissance. Elle exerce ainsi de façon autoritaire jusqu'à sa mort une fonction de présidente à vie autoproclamée de son parti, au sein duquel aucune élection ne sera organisée,. Elle est de même régulièrement accusée d'être obsédée par le pouvoir et d'entretenir le culte de sa personnalité. Elle est également critiquée pour son manque de conciliation avec l'opposition, notamment durant son premier mandat, ce qui permit aux militaires de jouer sur les divisions de la classe politique. Ne reculant pas face au risque, elle est aussi souvent louée pour son courage.
Au pouvoir, Benazir Bhutto engage des politiques d'inspiration libérale sur le plan économique, notamment via la privatisation d'entreprises publiques, même si elle met fin à la répression du régime Zia sur les syndicats. Elle supprime également certains plafonds destinés à limiter l'accaparement des terres agricoles. Elle effectue ainsi un tournant au sein du Parti du peuple pakistanais, fondé sur des orientations socialistes et alors que son père Zulfikar avait nationalisé de nombreuses entreprises et redistribué certaines terres. Elle s'inscrit ainsi dans le contexte du néolibéralisme des années 1980 et est même parfois vue comme proche du thatchérisme. Cette orientation sera contestée par son frère Murtaza alors que sa nièce Fatima décrit Benazir Bhutto comme une pro-américaine au service d'un programme néo-conservateur.

### Héritage politique

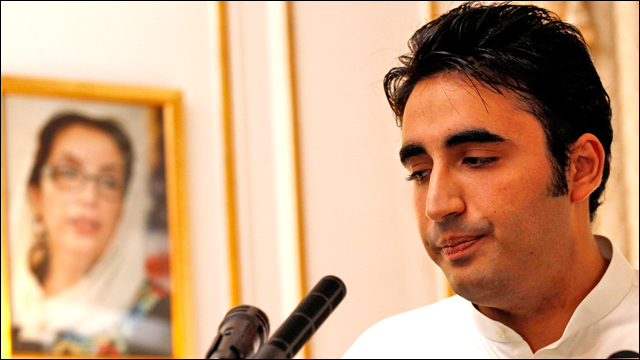
Bilawal Bhutto Zardari en 2012.

Si Benazir Bhutto fut dans les années 1980 une égérie politique, célébrée dans son pays et en Occident comme la première femme élue à la tête d'un pays musulman et un espoir de démocratisation du pays, son expérience du pouvoir est plus contrastée. Au-delà de l'absence de réformes majeures sous ses mandats, notamment en ce qui concerne les droits des femmes, elle a été critiquée pour des affaires de corruption et népotisme. Quand elle quitte le pouvoir en 1996, le Pakistan est le deuxième pays le plus corrompu au monde d'après Transparency International et elle est personnellement impliquée dans de nombreux scandales (voir supra). 
Elle est ainsi critiquée pour ne pas avoir respecté sa promesse d'abrogation des ordonnances Hudood, qui ne seront amendées qu'en 2006 avec la loi de protection des femmes durant le régime Musharraf, bien que celle-ci soit votée grâce à l'appui du Parti du peuple pakistanais à l'Assemblée nationale. Elle reste un exemple pour de nombreuses filles et femmes pakistanaises ; si l'une d'elles peut diriger cette nation islamique, alors elles peuvent prétendre à n'importe quelle place au sein de la société. 
Contrairement à son père qui n'a laissé aucun ordre de succession politique, Benazir Bhutto a écrit, le 16 octobre 2007, un testament dans lequel elle nomme son fils Bilawal comme devant lui succéder politiquement, perpétuant ainsi la tradition dynastique du Parti du peuple pakistanais. Âgé de dix-neuf ans, Bilawal devient dès lors président du parti le 30 décembre 2007, avec son père Asif Ali Zardari comme co-président. Véritable dirigeant, ce dernier se pose en héritier de sa femme et sera élu président de la République le 9 septembre 2008, grâce à la victoire du PPP aux élections législatives de 2008, bien qu'impopulaire dans l'opinion. Élu député lors des élections de 2018, Bilawal prend alors la tête du PPP à l'Assemblée nationale dans les rangs de l'opposition.